# Gloniopsis biformis
Gloniopsis biformis är en svampart som först beskrevs av Elias Fries, och fick sitt nu gällande namn av Pier Andrea Saccardo 1883. Gloniopsis biformis ingår i släktet Gloniopsis och familjen Hysteriaceae.   Inga underarter finns listade i Catalogue of Life.